# Enteropneusta

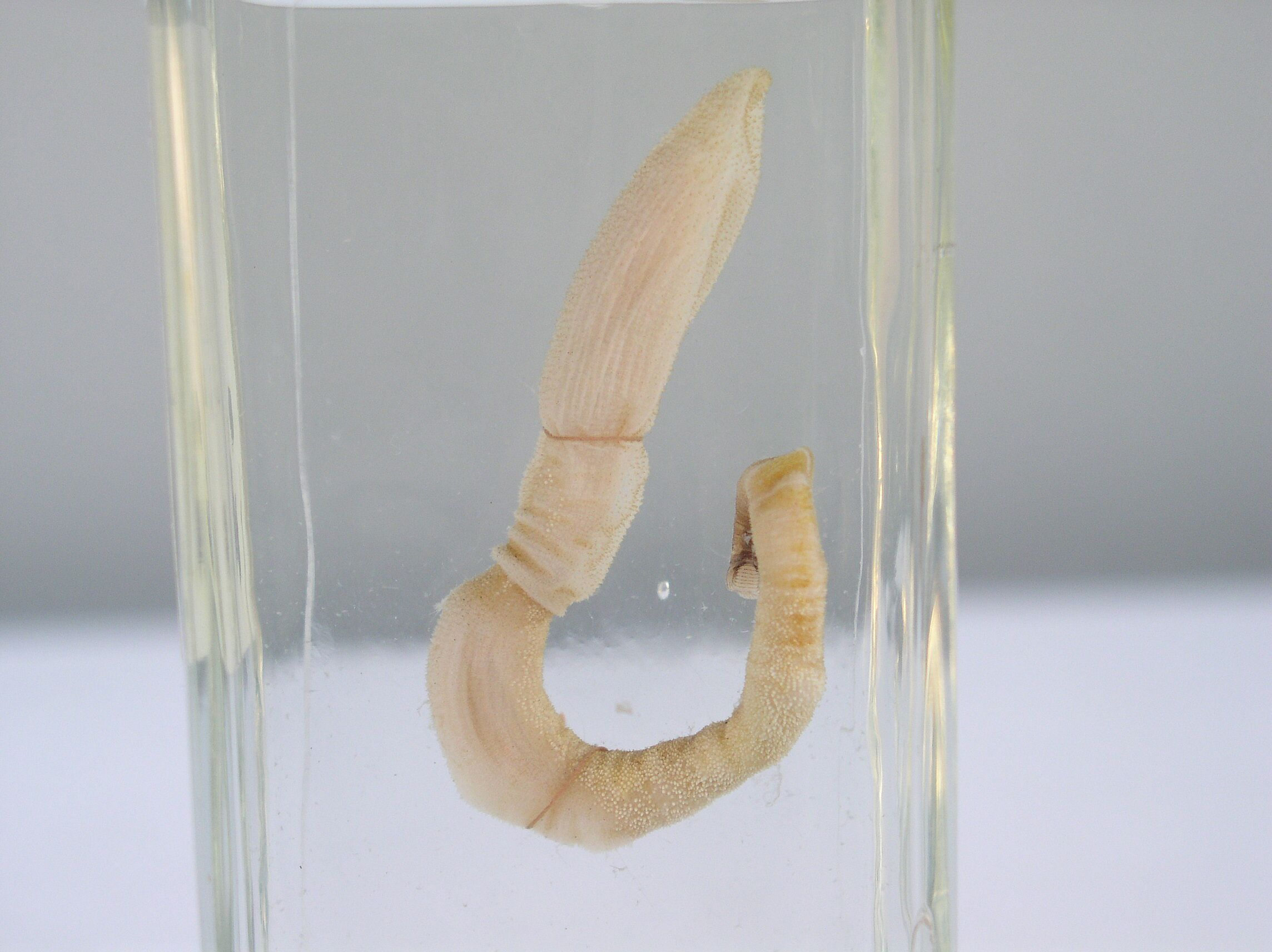
Una imagen de un enteropneusto (Saccoglossus sp.)

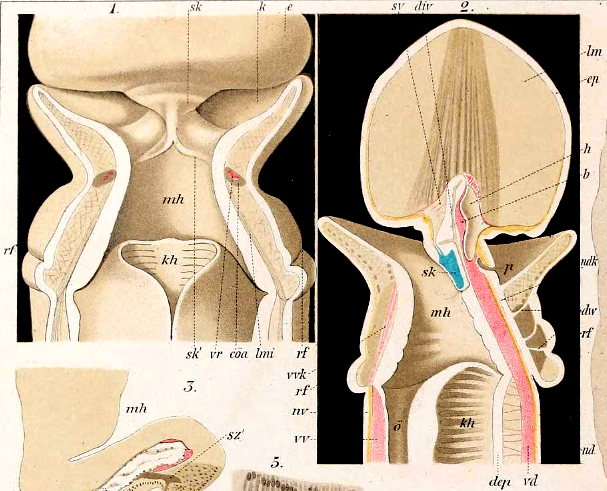
Planos coronal y sagital (figura 1 y 2) que muestra la anatomía interna de la prosbócide, el collar y parte superior del tronco de un enteropneusto.

Los enteropneustos o gusanos bellota (Enteropneusta) son una clase del filo de los hemicordados o faringotremados. Se conocen fósiles desde mediados del Cámbrico; Spartobranchus tenuis se ha encontrado en depósitos de esa edad en el yacimiento de Burgess Shale (Canadá).

## Morfología externa
Los enteropneustos tienen el cuerpo dividido en tres regiones corporales, probóscide (prosoma), collar (mesosoma) y tronco (metasoma).
- Probóscide. Posee un lóbulo preoral o prosoma, alargado, en la parte anterior del cuerpo, con el que excava galerías en el sedimento mediante movimientos peristálticos y utiliza para recolectar partículas de alimento recogidas por cordones de moco que lleva a la boca. En la parte posterior de la probóscide se encuentra un saco celómico único llamado protocele, dentro del que se extiende un divertículo bucal o estomocorda que es una evaginación anterior del digestivo. La estomocorda fue considerada inicialmente como una notocorda. El protocele comunica con el exterior mediante un poro por el que penetra agua y la probóscide se muestra turgente.
- Collar. Corresponde al mesosoma y posee dos cavidades celomáticas que comunican con el exterior por sendos poros y en la parte anterior se abre la boca.
- Tronco. Corresponde con el metasoma; posee dos cavidades celomáticas. La porción anterior es saciforme y contiene las vísceras y la porción posterior se prolonga en un pedúnculo de inserción.

## Sistema nervioso
Plexo nervioso subepidérmico muy similar a equinodermos, con engrosamientos que forman dos cordones nerviosos, uno dorsal y otro ventral, con un anillo que los conecta en el collar. El cordón dorsal en algunas especies es
hueco en el collar y contiene neurona gigantes. Poseen receptores sensoriales constituidos por células neurosensoriales en la epidermis y células fotorreceptoras.
En 2012 se confirmó que las células nerviosas que conforman una «piel neural» que motea la probóscide y el collar son expresadas por los mismos genes empleados en la conformación del  mesencéfalo y el rombencéfalo de los vertebrados.  Esto ha dado idea de la evolución del neuroectodermo en otros deuterostomos ocurrido antes de la existencia del fenómeno de neurulación en cefalocordados y vertebrados.

## Aparato digestivo
La alimentación se realiza por corrientes ciliares y mucus que cubren la superficie de la probóscide y que conducen las partículas hacia la boca; de ésta pasan a la faringe donde se encuentran las hendiduras branquiales, que más
que función respiratoria se encargan de recolectar estas partículas conduciéndolas al esófago y finalmente al intestino, donde serán digeridas y reabsorbidas. A través de las hendiduras branquiales sale al exterior el agua que se ha introducido. 

## Aparatos circulatorio y excretor
El aparato circulatorio es abierto y consta de un vaso dorsal, por el que circula la sangre en sentido postero-anterior, un vaso ventral, por el que circula en sentido antero-posterior y un corazón dorsal sobre la estomocorda. El vaso dorsal origina en su parte anterior un seno y una vesícula cardíaca o corazón . Estas estructuras están rodeadas por una red de senos sanguíneos, el glomélulo, de probable función excretora.

## Aparato respiratorio
El aparato respiratorio consta de hendiduras branquiales que comunican la faringe con el exterior, igual que en los cordados. Las hendiduras branquiales, internas y situadas a ambos lados de la faringe, se abren a cámaras branquiales y éstas al exterior a través de poros branquiales que se disponen en filas dorsolaterales a ambos lados del tronco. El agua sale de la faringe por las hendiduras branquiales, pasando por las cámaras y a través de los poros es eliminada al exterior. La circulación es unidireccional.

## Reproducción y desarrollo
Los sexos están separados y las gónadas están dispuestas en hileras dorsolaterales en la parte anterior del tronco. La fecundación externa, y en algunos el desarrollo es indirecto con una larva de vida libre llamada tornaria muy parecida a la larva bipinnaria de los equinodermos (asteroideos). La segmentación del huevo es radial, y el celoma se forma por enterocelia.

Los gusanos bellota pueden regenerar cada parte importante del cuerpo -incluyendo la cabeza, el sistema nervioso y los órganos internos- cuando esas partes son cortadas por la mitad.